# Darnac
Darnac ist eine Commune déléguée in der französischen Gemeinde Val-d’Oire-et-Gartempe mit 349 Einwohnern (Stand 1. Januar 2022). Die Bewohner nennen sich Darnachauds oder Darnachaudes.
Die Gemeinde Darnac wurde am 1. Januar 2019 mit Thiat, Saint-Barbant und Bussière-Poitevine zur Commune nouvelle Val-d’Oire-et-Gartempe zusammengeschlossen. Sie hat seither den Status einer Commune déléguée. Die Gemeinde gehörte zur Region Nouvelle-Aquitaine, zum Département Haute-Vienne, zum Arrondissement Bellac und zum Kanton Châteauponsac.

## Lage
Sie grenzte im Norden an Thiat, im Osten an Oradour-Saint-Genest, im Süden an Saint-Sornin-la-Marche und im Westen an Bussière-Poitevine. Die Brame bildet die Grenze zu Thiat und mündet anschließend als rechter Nebenfluss in die Gartempe.

## Bevölkerungsentwicklung

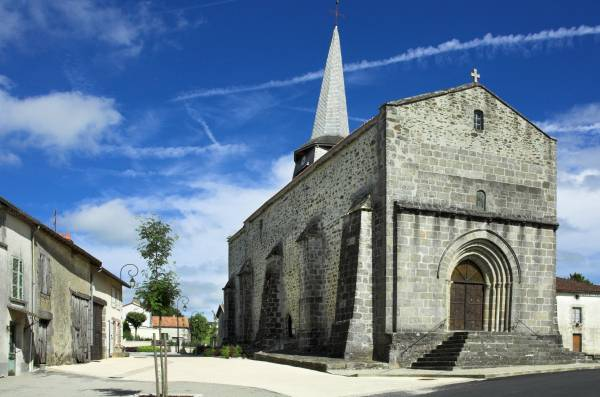
Kirche Saint-Jean-Baptiste

| Jahr      | 1962 | 1968 | 1975 | 1982 | 1990 | 1999 | 2008 | 2013 |
| --------- | ---- | ---- | ---- | ---- | ---- | ---- | ---- | ---- |
| Einwohner | 697  | 625  | 539  | 522  | 442  | 403  | 380  | 387  |